# Jeff Query
Jeff Lee Query (Decatur, 7 marzo 1967) è un ex giocatore di football americano statunitense.
Query è stato un giocatore di football americano, con il ruolo  wide receiver nella National Football League, giocando per i Green Bay Packers, Cincinnati Bengals e i Washington Redskins. Al college giocòpresso la Millikin University ed è stato selezionato durante il Draft NFL 1989.